# Rosa platyacantha
Rosa platyacantha es una especie de planta del género Rosa, de la familia Rosaceae.

## Taxonomía
Rosa platyacantha fue descrita por Schrenk en 1842.

## Distribución
Se encuentra en el territorio de Asia Central hasta Mongolia.